# 金荦
金荦（1969年11月—），女，四川成都人，中国政治人物。2023年任全国社会保障基金理事会副理事长。

## 生平
1987年毕业于重庆市第一中学校，考入清华大学经济管理学院。1992年免试进入中国人民银行研究生部国际金融专业学习，1995年进入中国人民银行外资金融机构管理司工作。2001年获得“志奋领”奖学金前往伦敦商学院金融专业学习，2002年获得金融学硕士学位。同年开始在中国人民银行国际司工作。2004年获得清华大学经济管理学院数量经济专业博士学位，导师为李子奈教授。2008年10月任中国人民银行金融稳定局副局长。2010年至2014年3月任天津市泰达国际控股（集团）有限公司总经理。2014年后，任中国人民银行金融稳定局巡视员，中国人民银行反洗钱局局长等职。2016年任中国人民银行党委组织部部长（人事司司长）。2023年1月23日，就任全国社会保障基金理事会副理事长。

## 社会职务
- 中国人民银行金融研究所博士后科研流动站学术委员会委员
- 北京市第十五届人民代表大会代表